# 郭河镇 (仙桃市)
郭河镇，是中华人民共和国湖北省仙桃市下辖的一个乡镇级行政单位。

## 行政区划
郭河镇下辖以下地区：
郭河社区、秦岭村、联合村、联岭村、杨洲村、河坝村、刘河村、工农村、光辉村、窑场村、新华村、铁泥村、四合村、印湾村、新台村、大发村、苏杨村、玉带村、联丰村、中岭村、姚河村、红庙村、双红村、官伟村、经伟村、明星村、张堤村、凤林村、菜园村、新合村、建华村、红星村、阳光村、新阳村、百胜村、镇郊村、老台村、新口村、郭岭村和林场村。